# Kristin Jahn
Kristin Jahn (* 27. September 1976 in Schmölln, Altenburger Land in Thüringen) ist eine deutsche Literaturwissenschaftlerin sowie evangelisch-lutherische Theologin und seit 2021 Generalsekretärin des Deutschen Evangelischen Kirchentages (DEKT).

## Leben und Wirken
Kristin Jahn wuchs in ländlicher Region auf. Am Roman-Herzog-Gymnasium in Schmölln machte sie 1995 das Abitur und studierte von 1996 bis 2001 germanistische Literaturwissenschaft. Von 2002 bis 2005 betätigte sie sich als Landesgraduiertenstipendiatin an der Friedrich-Schiller-Universität Jena an der Philosophischen Fakultät im Fachbereich germanistische Literaturwissenschaft und wurde mit einer Arbeit über Uwe Johnson promoviert.
Von 2005 bis 2007 studierte Kristin Jahn im Zweitstudium Evangelische Theologie bis zum Diplom-Abschluss. Danach erfolgte das Vikariat in Buttstädt im Landkreis Sömmerda sowie in Meiningen innerhalb der Evangelischen Kirche in Mitteldeutschland (EKM). Im Entsendungsdienst war sie als Pfarrerin in Vachdorf, Kreis Schmalkalden-Meiningen, sowie in Wittenberg tätig. An der Stadtkirche Wittenberg übernahm sie die Pfarrstelle, die sie bis zu ihrer Wahl zur Superintendentin des Kirchenkreises Altenburger Land im Jahre 2017 innehatte.
Seit dem 1. März 2022 ist Kristin Jahn Generalsekretärin des Deutschen Evangelischen Kirchentages, der seinen Sitz in Fulda hat. Sie wurde zur Nachfolgerin von Julia Helmke gewählt, die in den Dienst der Landeskirche Hannovers zurückkehrte.
Ehren- und nebenamtlich betätigte sich Kristin Jahn  von 2006 bis 2007 in der Leitung des BUGA-Begleitprojekts des Altenburger Landes in Gera/Ronneburg und im Jahre 2007 im Zeitungsprojekt Knopffabrik Schmölln. Von 2008 bis 2009 nahm sie die beratende Funktion für die Erweiterung des Skulpturenparks Resurrektion Aurora in Löbichau mit der Sparkassenstiftung des Altenburger Landes wahr.
Kristin Jahn gehörte zu den Autorinnen und Autoren der Leipziger Volkszeitung für deren OVZ-Rubriken „Gedanken zum Wochenende“ und „Andacht zum Mittwoch“, ist Teil des Radio-Andachtenteams für die Evangelische Kirche in Mitteldeutschland (EKM) und gestaltet Radiogottesdienste für den Mitteldeutschen Rundfunk und den Deutschlandfunk. Im Jahre 2011 erhielt die den Predigtpreis vom VNR Verlag für die Deutsche Wirtschaft im Sonderpreis „Beste Osterpredigt“. Im Leben des Kirchentages wurde sie bekannt durch ihre Predigt beim Abschlussgottesdienst des Kirchentages in Dortmund 2019.
Im Jahre 2020 veröffentlichte sie ihren ersten Gedichtband.

## Schriften
- „Vertell, vertell. Du lüchst so schön.“ Uwe Johnsons Poetik zwischen Anspruch und Wirklichkeit. Winter, Heidelberg 2006 (Zugl.: Jena, Univ., Diss., 2005).
- Rehtango. Gedichte. Edition Toni Pongratz, Hauzenberg 2020, ISBN 978-3-945823-14-9.
- Die Nacht, in der kein Jäger mehr. Gedichte. Edition Toni Pongratz, Hauzenberg 2022, ISBN 978-3-945823-18-7.